# Oravce, Banská Bystrica
Oravce este o comună slovacă, aflată în districtul Banská Bystrica din regiunea Banská Bystrica, pe malul râului Vladárka⁠(d). Localitatea se află la altitudinea de 427 m deasupra n.m., se întinde pe o suprafață de 4,72 km2 și în 2017 număra 182 de locuitori.

## Istoric
Localitatea Oravce este atestată documentar din 1414.

## Demografie
| An:                | 1994 | 2004    | 2014   | 2024   |
| ------------------ | ---- | ------- | ------ | ------ |
| Număr de persoane: | 137  | 178     | 183    | 185    |
| Diferență:         |      | +29,92% | +2,80% | +1,09% |

| An:                | 2023 | 2024   |
| ------------------ | ---- | ------ |
| Număr de persoane: | 182  | 185    |
| Diferență:         |      | +1,64% |